# قصة دولة سرية
قصة دولة سرية (بالإنجليزية: Story of a Secret State) هو عبارة عن قصة كتبها جان كارسكي ونُشرت عام 1944، خلال الحرب العالمية الثانية، عن الدولة البولندية السرية التي تشكلت بعد هزيمة عام 1939 وعن المقاومة البولندية. تحتوي هذه القصة على فصلين عن مصير اليهود: الفصل التاسع والعشرون والفصل الثلاثون، حيث يقول كارسكي إنه شهد الهولوكوست عن طريق التسلل إلى حي اليهود في وارسو ومعسكر الإبادة في بيلزك. أثارت رواية الزيارة إلى معسكر بيلزك الشكوك، لا سيما تلك الخاصة بالمؤرخ راؤول هيلبرج.
كتب كارسكي هذا الكتاب  أثناء وجوده في الولايات المتحدة، حيث أرسلته الحكومة البولندية في المنفى لإطلاع الرأي العام على الوضع في بولندا المحتلة.
ناشر هذا الكتاب هو الصحفي إميرى ريفيس، المعروف أيضًا بتحريره للكتاب المشبوه المسمى «أخبرني به هتلر» بواسطة هيرمان راوشنغ وكتاب آخر بعنوان «دفعت لهتلر»، من تأليف فريتز تيسن، والذي يبدو أنه أضاف إليه عناصر لم يكتبها تيسن. منع ريفس كارسكي من أي انتقاد لاتحاد الجمهوريات الاشتراكية السوفياتية، ونسب لنفسه الفضل في جعل النص أكثر جاذبية وطالب بنصف حقوق النشر.
وفقًا لـ توماس وود وجانكوفسكي، مؤلفي سيرة كارسكي، فإن قصة دولة سرية هي مصدر صالح، ولكن غالبًا ما يكون غير موثوق به. : تبعًا للأسباب الأمنية (الحرب لم تنته عندما ظهر الكتاب) أجبر كارسكي على تضمين قدر كبير من المعلومات المضللة؛ منعته اعتبارات دبلوماسية من إفشاء بعض اتصالاته في لندن وواشنطن. أخيرًا، بالنسبة للاحتياجات الدعائية للحكومة البولندية في المنفى وبسبب الأهداف المالية لناشر الكتاب تم استخدام "روايات درامية ".
نُشر هذا الكتاب عام 1944، في خضم الحرب، وهو نتاج ثلاثة تأثيرات تمنعه من إرضاء المؤرخين. أولاً، كانت هناك الحكومة البولندية، التي أرادت فيلمًا ناجحًا أو على الأقل كتابًا ذائع الصيت على أمل الحصول على دعم الولايات المتحدة ضد ستالين الذي كان على وشك إجتياح بولندا.؛ حيث قام بمراقبة الصياغة حسب الظروف الدبلوماسية. ثم الناشر الذي أراد أن يبيع الكثير، والذي كان يميل إلى التبسيط أو حتى إضفاء الطابع الرومانسي. أخيرًا كارسكي، الذي عرف كيف يفرض أسلوبه على المحرر، وقول الكثير عن حقائق وهياكل الجيش السري، لكنه كان ملزمًا بضرورة ترميز الأسماء، لنقل الحقائق، حتى لا يساعد الغيستابو ويعرض مقاتلي المقاومة في بولندا للخطر 
كان أحد طلبات ريفس ودار النشر (هوتون ميفلين هاركورت) هو أن يذكر الكتاب انتفاضة غيتو وارسو (أبريل ومايو 1943)، الشيء الذي اعترض عليه كارسكي معللًا ذلك بأن هذا الحدث كان خارج نطاق قصته. يعتقد وود وجانكوفسكي  أنه ربما كان نتيجة هذه الضغوط من المحررين أن الكتاب انتهى بالتلميح إلى أن هناك استعدادات لثورة غيتو مسلحة، والتي وفقًا للكتاب، علم بها كارسكي من أحد اليهوديين الذين التقى بهم قبل وقت قصير من مغادرته وارسو. وفقًا لوود وجانكوفسكي، «هذا التفصيل لا يتوافق مع ما تعلمناه لاحقًا عن أسباب الثورة.» ومع ذلك، فإن هذه الإشارة إلى الاستعدادات لانتفاضة غيتو وارسو ، إذا كانت مفاجئة، لا تشكل رسميًا مفارقة تاريخية، لأن هذا الكشف من قبل الممثل الصهيوني تم خلال اجتماع عقد في أغسطس 1942 أو مع نهايته، أي بعد إنشاء أولى الوحدات القتالية.
حقق الكتاب نجاحًا كبيرًا مع الجمهور (أكثر من 400 000 نسخة ) ومعظم المراجعات كانت إيجابية 
عارض كارسكي الترجمة البولندية لفترة طويلة، حيث كان القراء البولنديون قد لاحظوا الإفصاح التي اتخذته القصة مع الحقيقة. لم يكن حتى عام 1999 حتى وافق أخيرًا على الترجمة.
تمت إعادة تحرير قصة دولة سرية بأمانة في عام 2012 بواسطة كلاسيكيات بينجوين (التابعة لـ دار بنجوين للنشر)، ولكن مع ترجمة الإضافات التي أدخلها كارسكي على النص في النسخة البولندية لعام 1999. تم نشر ترجمة فرنسية جديدة من قبل روبرت لافونت في عام 2010، تحت عنوان شهادتي أمام العالم، تاريخ دولة تحت الأرض (بالفرنسية: Mon témoignage devant le monde, Histoire d'un État clandestin)، مصحوبة بملاحظات تفسيرية للقارئ الفرنسي. في هذه الترجمة الفرنسية، تم تعديل محتوى النص في بعض الأحيان بسبب المراجعات المتأخرة من قبل كارسكي.

## مذكرات ومراجع
1. ↑  My Report to the World (Mon rapport pour le monde) est ajouté au titre en 2011 pour l'édition anglaise (Penguin نسخة محفوظة 24 سبتمبر 2015 على موقع واي باك مشين.) et en 2013 pour la réédition américaine (voir Library of Congress Catalog). En France, dès 1948 la traduction met en avant le titre du dernier chapitre (Mon témoignage devant le monde - Histoire d'un État secret). "نسخة مؤرشفة". مؤرشف من الأصل في 2015-09-24. اطلع عليه بتاريخ 2021-08-26.{{استشهاد ويب}}:  صيانة الاستشهاد: BOT: original URL status unknown (link)
2. ↑  Céline Gervais-Francelle, Introduction à l'édition française de 2010 du livre de Jan Karski, sous le titre Mon témoignage devant le monde, ص. 19
.
3. ↑  E.T. Wood et S.M. Jankowski, Karski (...), édition de 2014, Texas Tech University Press et Gihon River Press, ص. 202-204 et 256
.
4. ↑  Karki le dit ainsi à son ministre, Kot, en juin 1944, au sujet des nombreux noms cités : « C’est indispensable pour soutenir l’authenticité du livre. Bien évidemment, je ne parle que des noms hors de la clandestinité. Les noms, les lieux et toute une série de situations du mouvement de résistance sont camouflés. » (Mon témoignage…, réédition de 2010, Préface, qui donne d'autres précisions à cet égard.)
5. 1 2  E.T. Wood et S.M. Jankowski, Karski (...), édition de 2014, Texas Tech University Press et Gihon River Press, ص. 203
.
6. ↑  « Effectivement, nous sommes en train d’organiser la défense du ghetto » (Jan Karski, Mon témoignage devant le monde, chap. 29, édition française, Robert Laffont, 2011, ص. 424
.
7. ↑  Voir Holocaust Encyclopedia : À cause des déportations, plusieurs organisations juives créèrent le 28 juillet 1942 une unité de défense armée, l'Organisation juive de combat, et le parti des sionistes de droite en fonda une autre, l'Union combattante juive; elles décidèrent de combattre ensemble. نسخة محفوظة 2018-07-01 على موقع واي باك مشين.
8. ↑  Source georgetown.edu. نسخة محفوظة 2016-01-02 على موقع واي باك مشين.
9. ↑  E.T. Wood et S.M. Jankowski, Karski (...), édition de 2014, Texas Tech University Press et Gihon River Press, ص. 239 et 289
.
10. ↑  Jan Karski, Story of a Secret State, My Report to the World, Penguin Classics, 2012, Note on the Text, p. vii.
11. ↑  Voir par exemple note 3 sur le chapitre XXX, ص. 562
.

## روابط خارجية
- الطبعات الفرنسية من الكتاب: Google Book - Amazon - Notices BnF éd. 1948 ، مجموعة النقاط ، بوينت دي مير 2004 ، لافونت 2010 .
- عرض على ثقافة فرنسا: شهادتي للعالم: تاريخ دولة تحت الأرض نسخة محفوظة 20 مارس 2015 على موقع واي باك مشين. (تمت الاستشارة بشأن14 février 201514 فبراير 2015).